# Aegithina
Aegithina (Vieillot, 1816) è un genere di uccelli passeriformi, l'unico ascritto alla famiglia Aegithinidae Gray, 1869.

## Etimologia

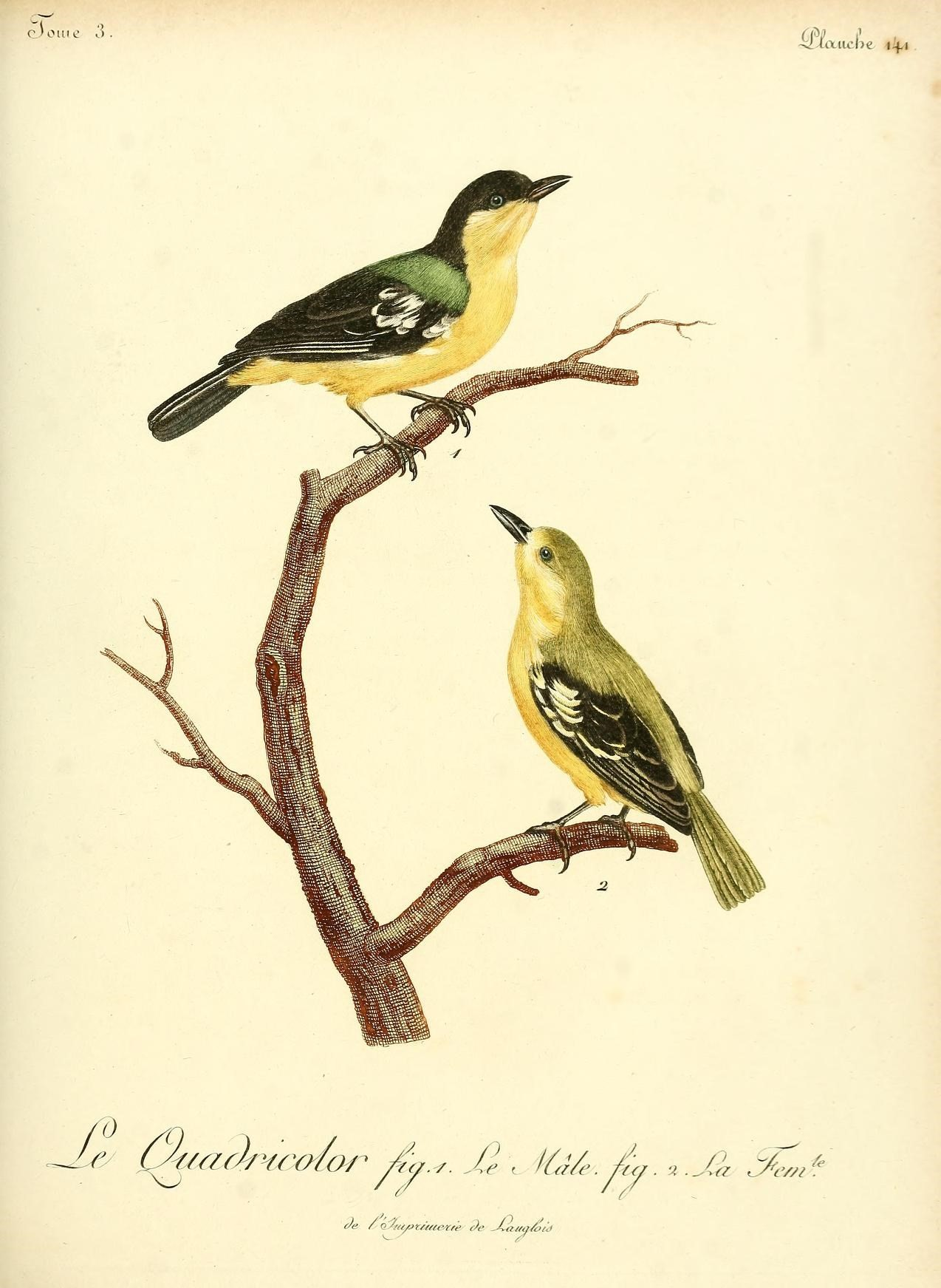
Illustrazione di A. tiphia (maschio in alto).

Il nome scientifico del genere, Aegithina, è un diminutivo di αιγιθος (aigithos, un uccello non meglio specificato menzionato da Aristotele ed altri autori classici dell'antica Grecia).

## Descrizione
Si tratta di uccelli di piccole dimensioni (11–15 cm) dall'aspetto robusto e slanciato, muniti di piccola testa arrotondata con forte becco appuntito, ali arrotondate e coda dall'estremità squadrata.
Il piumaggio è generalmente giallo nella parte ventrale del corpo e verde oliva su quella dorsale, con ali e coda (e in un paio di specie anche calotta) più scure: il dimorfismo sessuale è ben evidente, con femmine più piccole e dalla colorazione più sobria rispetto ai maschi.

## Biologia
Si tratta di uccelletti diurni e dalle abitudini di vita arboricole e sedentarie, che vivono in gruppetti familiari e si nutrono quasi esclusivamente d'insetti.

monogami, i maschi corteggiano le femmine con rituali elaborati (che comprendono una discesa dai rami "a foglia morta" con le penne arruffate) e collaborano con loro nelle operazioni legate alla riproduzione, covando solo durante il giorno.

## Distribuzione e habitat
Le quattro specie di iora vivono nel Sud-est asiatico e nel subcontinente indiano, dei quali popolano i margini della giungla decidua di pianura con canopia chiusa.

## Tassonomia
La famiglia è monotipica, con un singolo genere al quale vengono ascritte quattro specie:
Famiglia Aegithinidae
- Genere Aegithina
  - Aegithina tiphia (Linnaeus, 1758) - iora comune
  - Aegithina nigrolutea (Marshall, 1876) - iora codabianca
  - Aegithina viridissima (Bonaparte, 1850) - iora verde
  - Aegithina lafresnayei (Hartlaub, 1844) - iora maggiore

La famiglia Aegithinidae fa parte della radiazione evolutiva australasiana di passeriformi, andando a formare un clade coi Malaconotidae e con l'enigmatico corvo calvo e mostrando affinità anche coi Campephagidae e col falso zufolatore.